# Владиславув (Сілезьке воєводство)
Владиславув (пол. Władysławów) — село в Польщі, у гміні Медзьно Клобуцького повіту Сілезького воєводства.
Населення — 360 осіб (2011).
У 1975-1998 роках село належало до Ченстоховського воєводства.

## Демографія
Демографічна структура станом на 31 березня 2011 року:
|          | Загалом | Допрацездатний вік | Працездатний вік | Постпрацездатний вік |
| -------- | ------- | ------------------ | ---------------- | -------------------- |
| Чоловіки | 175     | 39                 | 119              | 17                   |
| Жінки    | 185     | 38                 | 105              | 42                   |
| Разом    | 360     | 77                 | 224              | 59                   |